# Decisión (deportes de combate)
En los deportes de combate, una decisión es el resultado de una pelea que no termina en nocaut, sumisión u otro final, en el que se consultan las tarjetas de puntuación de los (generalmente) tres jueces para determinar el ganador; la mayoría de los jueces debe estar de acuerdo en el resultado. El resultado de los jueces puede ser victoria, derrota o empate.
Si no hay jueces presentes para puntuar y la pelea llega al límite de tiempo sin finalizar, la pelea pasa a no tener decisión.

## Descripción general
En un sistema de 10 puntos, un juez debe otorgar esos puntos al luchador que juzgó ganador del asalto, mientras que el otro luchador recibe nueve puntos o menos. Si un juez considera que no hubo un ganador claro en un asalto, debe otorgar diez puntos a ambos luchadores. Esto no incluye la deducción de puntos por parte de los árbitros; pueden ocurrir asaltos en los que ningún luchador anote diez puntos.
Al final del combate, cada juez contabilizará las puntuaciones para determinar qué luchador ganó, si es que hubo alguno, según su recuento. Un púgil que haya ganado la mayoría de los asaltos suele obtener más puntos. Si un púgil obtiene una mayor puntuación, se considera que ha ganado en la tarjeta de ese juez. Un púgil debe ganar en al menos dos tarjetas para ganar el combate. Si ninguno de los púgiles gana en al menos dos tarjetas, el combate queda en empate. En las peleas de campeonato, el campeón suele retener el título en caso de empate; de lo contrario, el título queda vacante: no pertenece a ningún púgil y queda vacante. Las puntuaciones no tienen que ser necesariamente idénticas en las decisiones unánimes.

## Tipos de «decisión»
Existe tres tipos de decisiones, las cuales son:
- Decisión unánime (UD): Los tres jueces puntúan la pelea a favor del mismo luchador.
- Decisión dividida (SD): dos jueces puntúan la pelea a favor de un luchador y el tercer juez la puntúa a favor del otro luchador.
- Decisión mayoritaria (MD): Dos jueces puntúan la pelea a favor de un luchador y el tercer juez la puntúa como empate.